# Memoriał Eugeniusza Nazimka 2014
Memoriał im. Eugeniusza Nazimka 2014 – 30. edycja turnieju w celu uczczenia pamięci polskiego żużlowca Eugeniusza Nazimka, który odbył się dnia 3 października 2014 roku. Turniej wygrał Grigorij Łaguta.

## Wyniki
- Stadion Stali Rzeszów, 3 października 2014[1]
- NCD: Grigorij Łaguta – 65,00 w wyścigu 4
- Sędzia: Maciej Spychała

| Msc. | Zawodnik               | Klub            | Pkt      |              |  |
| ---- | ---------------------- | --------------- | -------- | ------------ |  |
| 1    | (16) Grigorij Łaguta   | Rosja           | 15+3     | (3,3,3,3,3)  |  |
| 2    | (13) Sebastian Ułamek  | Grudziądz       | 9+3+2    | (1,1,3,1,3)  |  |
| 3    | (9) Adrian Miedziński  | Toruń           | 14+wu    | (3,3,3,3,2)  |  |
| 4    | (2) Dawid Lampart      | Rzeszów         | 11+3+dst | (3,3,3,2,t)  |  |
| 5    | (1) Paweł Miesiąc      | Rzeszów         | 9+2      | (2,2,2,1,2)  |  |
| 6    | (14) Norbert Kościuch  | Grudziądz       | 8+2      | (wu,1,2,3,2) |  |
| 7    | (15) Robert Miśkowiak  | Lublin          | 7+1      | (2,2,d,d,3)  |  |
| 8    | (5) Maciej Kuciapa     | Rzeszów         | 7+1      | (3,wu,2,1,1) |  |
| 9    | (11) Grzegorz Walasek  | Częstochowa     | 11+d     | (1,3,1,3,3)  |  |
| 10   | (12) Łukasz Sówka      | Rzeszów         | 9+0      | (2,2,1,2,2)  |  |
| 11   | (6) Daniel Jeleniewski | Grudziądz       | 5        | (0,2,d,2,1)  |  |
| 12   | (8) Dawid Stachyra     | Rybnik          | 5        | (2,1,1,0,1)  |  |
| 13   | (4) Scott Nicholls     | Wielka Brytania | 4        | (1,0,2,1,0)  |  |
| 14   | (3) Karol Baran        | Kraków          | 3        | (0,1,d,2,0)  |  |
| 15   | (7) Krystian Rempała   | Rzeszów         | 3        | (1,d,1,0,1)  |  |
| 16   | (10) Jacek Rempała     | Krosno          | 0        | (0,0,0,0)    |  |
|      | rez. Grzegorz Bassara  | Rzeszów         | 0        | (0)          |  |

Bieg po biegu
1. [66,22] Lampart, Miesiąc, Nicholls, Baran
2. [65,37] Kuciapa, Stachyra, K.Rempała, Jeleniewski
3. [65,15] Miedziński, Sówka, Walasek, J.Rempała
4. [65,00] Łaguta, Miśkowiak, Ułamek, Kościuch
5. [65,30] Miedziński, Miesiąc, Ułamek, Kuciapa
6. [65,60] Lampart, Jeleniewski, Kościuch, J.Rempała
7. [65,33] Walasek, Miśkowiak, Baran, K.Rempała
8. [65,52] Łaguta, Sówka, Stachyra, Nicholls
9. [65,41] Łaguta, Miesiąc, Walasek, Jeleniewski
10. [66,20] Lampart, Kuciapa, Sówka, Miśkowiak
11. [66,63] Miedziński, Kościuch, Stachyra, Baran
12. [66,65] Ułamek, Nicholls, K.Rempała, Bassara Bassara za J.Rempałę
13. [65,65] Kościuch, Sówka, Miesiąc, K.Rempała
14. [66,00] Walasek, Lampart, Ułamek, Stachyra
15. [65,85] Łaguta, Baran, Kuciapa, J.Rempała
16. [65,44] Miedziński, Jeleniewski, Nicholls, Miśkowiak
17. [66,73] Miśkowiak, Miesiąc, Stachyra, J.Rempała
18. [65,62] Łaguta, Miedziński, K.Rempała, Lampart
19. [66,81] Ułamek, Sówka, Jeleniewski, Baran
20. [66,73] Walasek, Kościuch, Kuciapa, Nicholls

### Półfinały
1. [66,03] Lampart, Kościuch, Kuciapa, Sówka
2. [66,57] Ułamek, Miesiąc, Miśkowiak, Walasek

### Finał
1. [66,81] Łaguta, Ułamek, Miedziński, Lampart